# Slesia ceca
La Slesia ceca (in ceco České Slezsko; in slesiano Czeski Ślůnsk; in tedesco Tschechisch-Schlesien; in polacco Śląsk Czeski), una delle tre regioni ceche, è la parte della Slesia all'interno dei confini cechi. È situata nel nord-est della Repubblica Ceca. In passato era conosciuta anche come Slesia Morava, Slesia austriaca (prima del 1918) e Slesia Sudeta (dal 1918 al 1945).

## Geografia
La regione storica si estende a est e a ovest della città di Ostrava, comprendendo gran parte dell'odierna Regione di Moravia-Slesia e, nell'estremità occidentale, una piccola porzione della Regione di Olomouc attorno alla città di Jeseník. Oltre Ostrava, i centri più importanti sono Opava e Český Těšín, la parte della città di Cieszyn che è compresa nella Repubblica Ceca.
Gran parte del territorio è occupata dai Sudeti e a est dai Carpazi. I fiumi principali sono l'Oder, l'Opava e Olza (che forma una parte del confine con la Polonia).

## Storia
La Slesia ceca è principalmente costituita dai territori che rimasero alla monarchia asburgica nel 1742 quando, alla fine della prima guerra di Slesia (una fase della guerra di successione austriaca), gran parte della regione venne ceduta alla Prussia. La Slesia austriaca venne così a costituire il Ducato dell'Alta e della Bassa Slesia, con capitale a Opava (in tedesco Troppau). Nel 1900 il Ducato si estendeva su un'area di 5.140 km² con una popolazione di 670.000 abitanti.
Nel 1918 il Ducato entrò a far parte della Provincia dei Sudeti, assieme alla Moravia settentrionale. Nel 1919, a seguito del Trattato di Saint Germain, la regione venne in buona parte ricompresa nel nuovo Stato della Cecoslovacchia, a parte il territorio a est del fiume Olza attorno a Cieszyn, che venne incluso nella Polonia. Hlučínsko (in tedesco Hultschiner Ländchen), che apparteneva alla Slesia prussiana, venne annessa alla Cecoslovacchia con il Trattato di Versailles.
Nel 1938, con l'accordo di Monaco, gran parte della Slesia ceca venne inclusa nel Reichsgau dei Sudeti (Sudetenland), anche se Hlučínsko fu riunificato alla Prussia e la Polonia acquistò terre sulla sponda occidentale dell'Olza, perse a seguito dell'invasione nazista avvenuta l'anno successivo.
A parte le aree attorno a Cieszyn e Ostrava, la Slesia Ceca fu abitata in prevalenza da popolazioni di etnia tedesca fino al 1945. A seguito della seconda guerra mondiale i Sudeti e Hlučínsko tornarono alla Cecoslovacchia e le popolazioni tedesche vennero espulse. Il confine con la Polonia venne nuovamente stabilito sull'Olza, anche se ciò fu confermato da un trattato solo nel 1958.

## Lingue
Una parte della popolazione parla il Lach, classificato come un dialetto della lingua ceca, anche se presenta similitudini con il polacco. Vicino al confine di Cieszyn (Polonia) la minoranza polacca parla un particolare dialetto.